# Czarnków
Czarnków (dawn. Czarnków nad Notecią; niem. Tscharnikau, Czarnikau, 1939–1945 Scharnikau) – miasto w zachodniej Polsce, w województwie wielkopolskim, siedziba powiatu czarnkowsko-trzcianeckiego oraz gminy wiejskiej Czarnków. Miasto położone jest nad rzeką Noteć, na skraju Puszczy Noteckiej. Czarnków położony jest na wzgórzach morenowych, dlatego teren wokół niego bywa nazywany Szwajcarią Czarnkowską. Znajduje się tu jedna z niewielu na nizinach skocznia narciarska (obecnie nieczynna). Miasto nie posiada połączeń kolejowych.
Według danych z 30 czerwca 2016 roku miasto liczyło 9 992 mieszkańców.

## Położenie

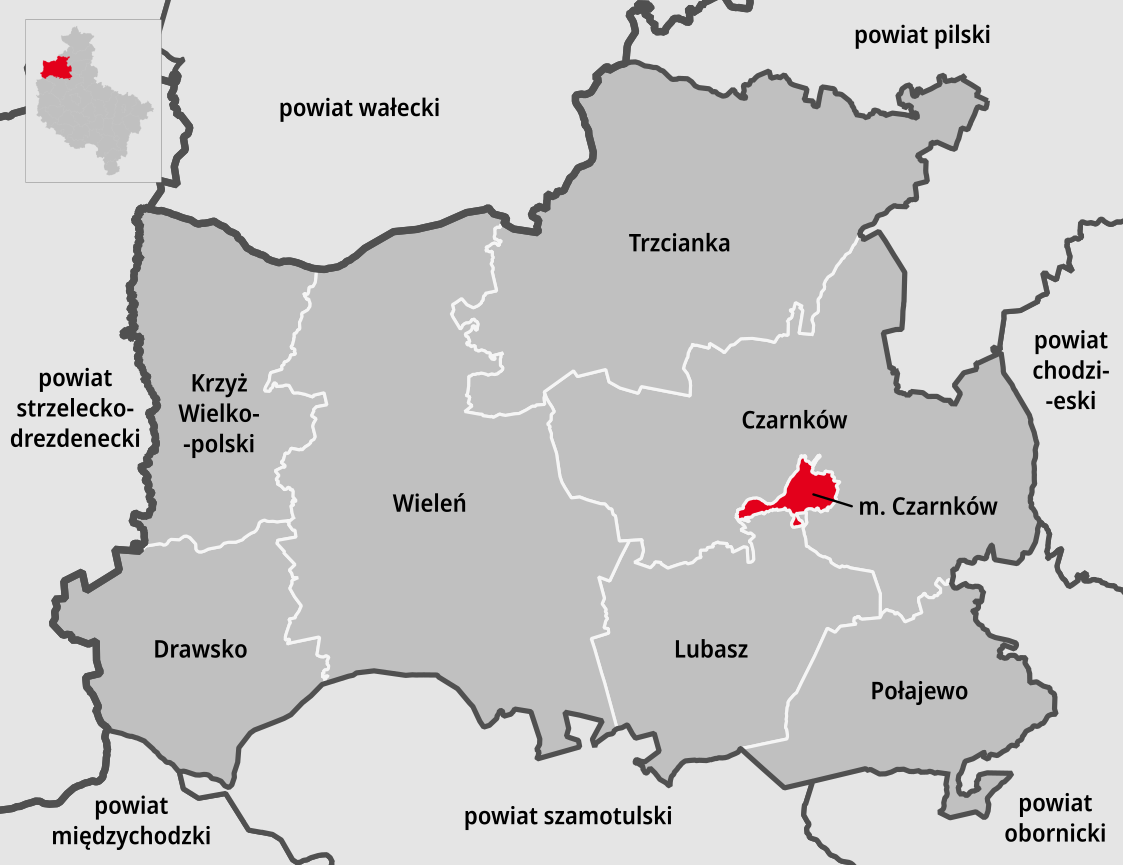
Położenie gminy miejskiej Czarnków w powiecie czarnkowsko-trzcianeckim.

Miasto Czarnków położone jest w północnej części województwa wielkopolskiego, w powiecie czarnkowsko-trzcianeckim. W Czarnkowie znajduje się siedziba władz powiatowych, miejskich, jak i gminnych.
Czarnków leży na granicy mezoregionów fizycznogeograficznych: Pojezierza Chodzieskiego i Kotliny Gorzowskiej w jej mikroregionie Dolinie Dolnej Noteci. Mezoregion Pojezierza Chodzieskiego charakteryzuje się krajobrazami młodoglacjalnymi równin i wzniesień morenowych, atrakcyjne są wały moren spiętrzonych, które występują na krawędzi wysoczyzny morenowej nad Czarnkowem.
Miasto stanowi 0,54% powierzchni powiatu.
W latach 1954–1972 miasto było siedzibą władz gromady Czarnków. W latach 1975–1998 miasto administracyjnie należało do województwa pilskiego.

## Warunki naturalne

### Klimat
Klimat miasta kształtuje się pod wpływem trzech regionów klimatycznych: Regionu Środkowowielkopolskiego, Środkowopomorskiego i Regionu Dolnej Warty. Długość trwania lata wynosi ok. 100 dni, zimy ok. 80, a liczba dni z mrozem waha się w przedziale 30–40. Okres wegetacyjny rozpoczyna się 1–5 kwietnia i kończy 1–5 listopada. Średnia roczna suma opadów wynosi 500–600 mm. Dominują wiatry zachodnie i południowo-zachodnie.
Mezo- i mikroklimat Czarnkowa kształtuje się pod silnym wpływem Doliny Noteci i strefy krawędziowej Pojezierza Chodzieskiego. System łąkowy w dolinie z udziałem wód otwartych, podmokłości, zarośli i zadrzewień, dużą akumulacją energii słonecznej w okresie wegetacji, tworzą klimat wilgotny, dobrze natleniony, nasycony roślinnymi substancjami lotnymi.

### Warunki wodne
Rzeką, która przepływa przez miasta jest Noteć, która mieści się w drugiej klasie czystości. Największy wpływ na jakość wód Noteci mają rzeki wpadające do niej. Na różnych odcinkach są to przede wszystkim Gwda, Drawa, Bolimka i Trzcinica.

## Nazwa
Miasto ma średniowieczną metrykę. Notowane jest w różnych formach w historycznych dokumentach od XII wieku: Charncou (1108), Charchov (1234), Schernecow (1289), Tzernekow (1331), Cernekowe (1336), Czarnkow (1364), Czarnkowo (1372), Czarnekaw (1402-08), Czarnkowo (1406), Czarnkow (1468), Czarnkow (1580), Czarnków oraz niemiecka Czarnikau (1880), Scharnikau (1939). Nazwa miasta pochodzi od nazwy osobowej Czarnek.

## Historia

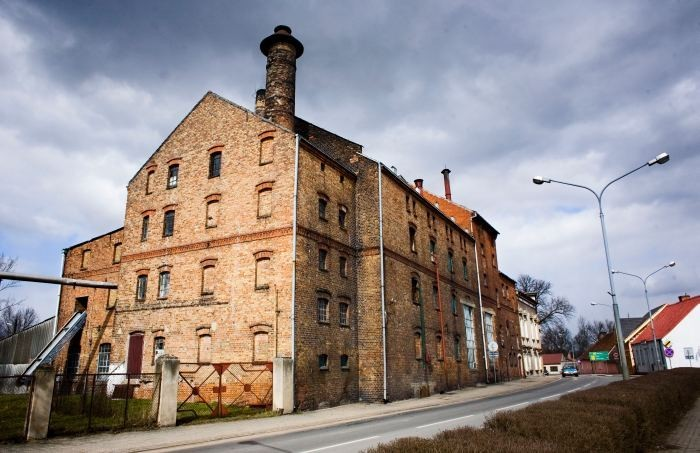
Browar Czarnków w miejscu dawnego zamku Nałęczów-Czarnkowskich

Pierwsze wzmianki o Czarnkowie pochodzą z XII wieku (kronika Galla Anonima) miasto wymieniane jest w formie Carnkou, miał w nim wówczas panować książę Gniewomir. W 1192 r. (data jest prawdopodobnie pomylona lub może być fałszerstwem) komes Mikołaj, wojewoda kaliski miał otrzymać w przywileju książęcym Mieszka III Starego Czarnków z pozwoleniem na założeniu miasta targowego i zwolnieniem mieszczan z obowiązku płacenia ceł, pozostałością tego jest napis na nagrobku w kościele czarnkowskim: Illustri Heroi Domino Nicolao Comiti Palatino Calissiensi, Castri Czarnkow a Miecislao V. Majoris Poloniae Duce anno 1192. obtentoriy et Civitatis hujus Conditori et primo haeredi, a Dzierzykrajo Czopensi Domino oriundo, et per Boleslaum Chrabri, ad fidem Christi converso, et baptisato. W XIII wieku – siedziba kasztelanii. W końcu XIII w. Czarnków został nadany przez ówczesnego księcia Władysława I Łokietka, możnemu rodowi Nałęczów, którzy od nazwy miasta przyjęli nazwisko Czarnkowskich. Nałęczowie na miejscu dawnego grodu lub w jego pobliżu wznieśli zamek, a w miejscu dawnej osady targowej nastąpiła lokacja miasta (prawdopodobnie w 1. połowie XIV wieku).
Czarnków uzyskał prawo składu w 1565 roku.
W 1580 miasto leżało w powiecie poznańskim województwa poznańskiego znajdującego w Rzeczypospolitej Obojga Narodów. Przez pięć wieków aż do wygaśnięcia rodu w 1727 roku należało do Czarnkowskich. Ostatnim potomkiem rodu był Władysław Czarnkowski starosta osiecki wuj Katarzyny Leszczyńskiej z domu Opalińskiej. Po Czarnkowskich dziedzicem miasta został król Polski Stanisław Leszczyński, a później kasztelan krakowski Stanisław Poniatowski ojciec króla Polski Stanisława Augusta Poniatowskiego.

### Zabory Polski
W wyniku rozbiorów Polski miasto wraz z całą Wielkopolską zostało włączone w ziemie zaboru pruskiego do departamentu bydgoskiego. W 1813 r. Czarnków zamieszkiwało 1700 osób.
W schyłkowym okresie zaborów Czarnków na tle reszty Wielkopolski wyróżniał się istnieniem silnego ruchu socjalistycznego. W wyborach do parlamentu niemieckiego w 1912 r. w mieście tym na socjalistów padły 2754 głosy (przy 12 967 głosów w całym Poznańskiem). W końcowej fazie powstania wielkopolskiego żołnierze polscy wysadzili stojący na rynku pomnik Wilhelma II, który został następnie wysmarowany nieczystościami.

### II Rzeczpospolita
W okresie międzywojennym stacjonował w miejscowości komisariat Straży Granicznej. O Czarnkowie w dwudziestoleciu międzywojennym opowiada książka Damiana Pałki Czarnków w dwudziestoleciu międzywojennym.

### II wojna światowa
W czasie II wojny światowej z miasta wysiedlono większość Polaków do Generalnego Gubernatorstwa. Podczas walk o miasto od 25–28 stycznia 1945 roku oraz przy forsowaniu Noteci zginęło 288 żołnierzy radzieckich 5 armii uderzeniowej 1 Frontu Białoruskiego. Pochowanych, w 1956 roku ekshumowano. Na terenie byłego cmentarza pozostał pomnik ku czci poległych.

### Okres powojenny
Na podstawie dekretu PKWN z 31 sierpnia 1944 zostały utworzone miejsca odosobnienia, więzienia i ośrodki pracy przymusowej dla „hitlerowskich zbrodniarzy oraz zdrajców narodu polskiego”. Obóz pracy nr 18 Ministerstwo Bezpieczeństwa Publicznego utworzyło w Czarnkowie.
W 1997 roku do miasta przyłączono obszar części wsi o łącznej powierzchni 37,88 ha. W 2007 roku powiększono obszar miasta o 34,9 ha. W 2008 roku z miasta odłączono obszar 1,73 ha do gminy Czarnków.
W 2011 r. w Czarnkowie zniesiono Ośrodek Zamiejscowy Prokuratury Rejonowej w Trzciance.

## Demografia

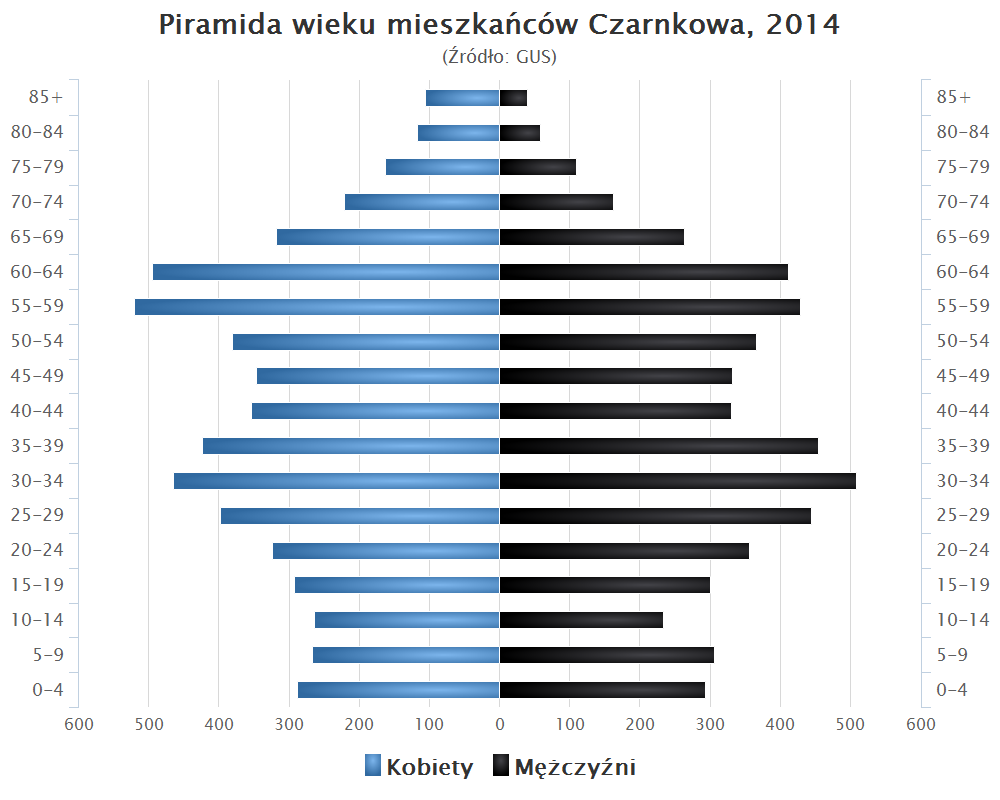
Piramida wieku mieszkańców Czarnkowa w 2014 roku

## Zabytki

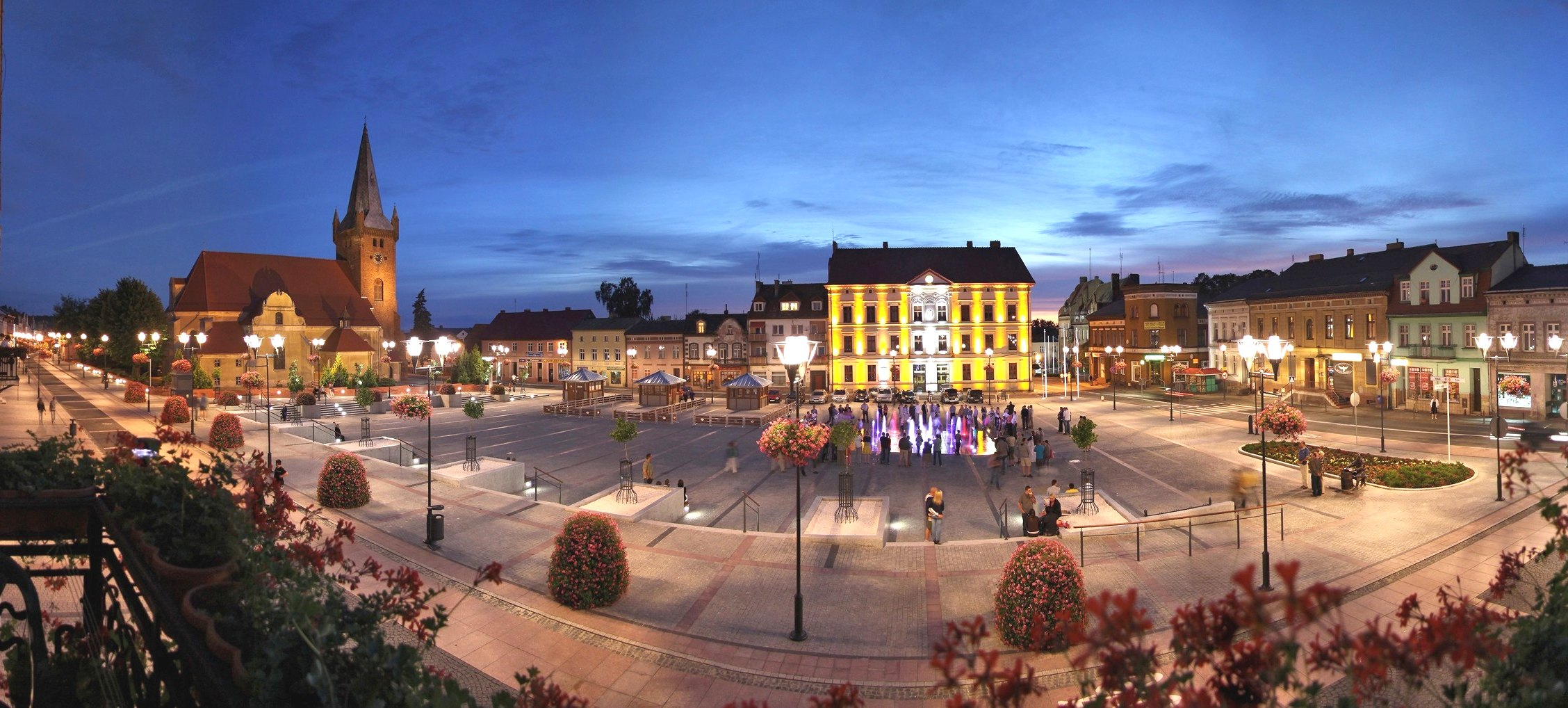
Rynek w Czarnkowie (obecnie pl. Wolności) (2013)

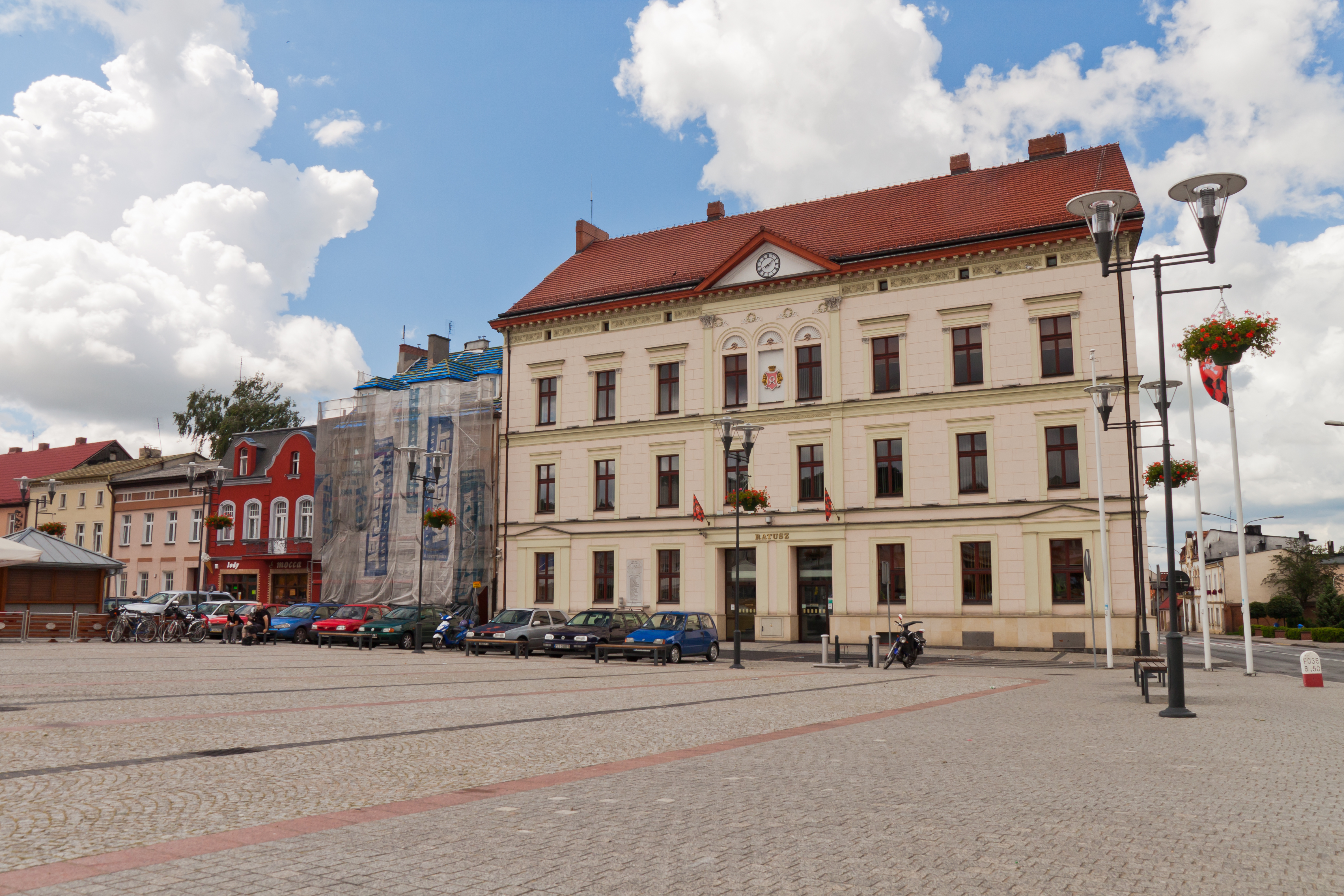
Ratusz w Czarnkowie

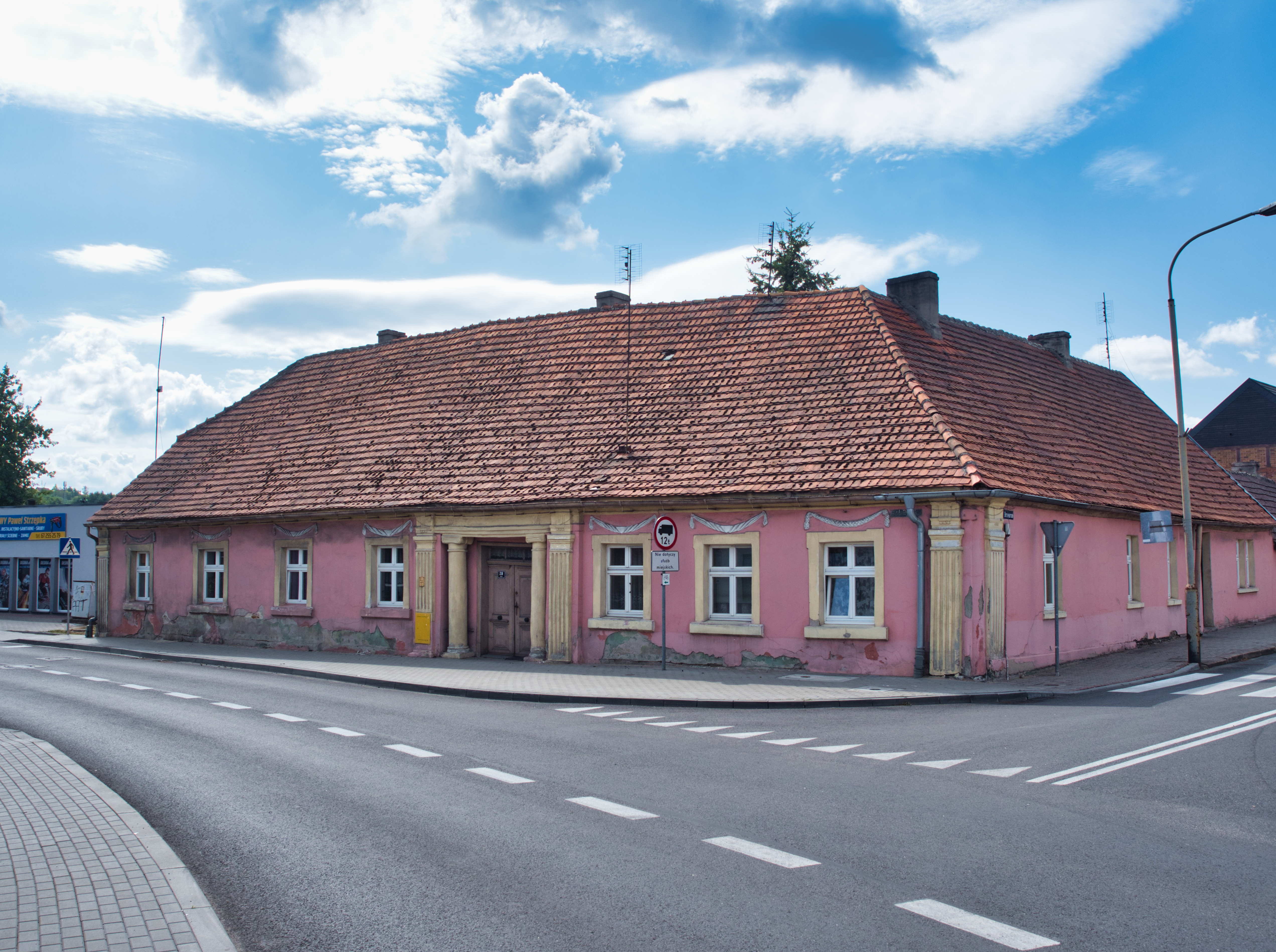
Dworek Świniarskich z 2. poł. XVIII w.

Lista zabytków prawnie chronionych w Czarnkowie:
- układ urbanistyczny miasta
- kościół pw. św. Marii Magdaleny – późnogotycki kościół wybudowany ok. 1580, następnie rozbudowany w XVII–XVIII wieku
- stary cmentarz żydowski z XIX wieku (ul. Podgórna); istniał też nowy cmentarz żydowski (ul. Poznańska), lecz nie jest on obecnie zabytkiem
- ratusz z połowy XIX (plac Wolności)
- dom przy ul. Krasickiego (ob. Łąkowa 7) 7 z XIX wieku
- dworek Świniarskich przy ul. Rybaki 28 z 2. połowy XVIII wieku, klasycystyczny
- dom przy ul. Rybaki 33 z 1. połowy XIX wieku
- dom nr 9 przy Rynku z 1. połowy XIX wieku
- dom nr 15 przy Rynku z 1908 r,

Lista zabytków nierejestrowanych:
- magazyny zbożowe (1. połowa XIX wieku)
- neogotycki budynek starostwa z 1900
- browar z końca XIX wieku

## Gospodarka
W roku 2012 średni dochód na mieszkańca wynosił 3074,81 zł.
31 grudnia 2012 r. liczba bezrobotnych mieszkańców Czarnkowa zarejestrowanych w urzędzie pracy obejmowała 469 osób, co stanowi wskaźnik bezrobocia rejestrowanego na poziomie 6,4%.
Struktura demograficzna mieszkańców Czarnkowa według danych z 31 grudnia 2012:
| Opis                                | Ogółem | Ogółem | Kobiety | Kobiety | Mężczyźni | Mężczyźni |
| ----------------------------------- | ------ | ------ | ------- | ------- | --------- | --------- |
| Jednostka                           | osób   | %      | osób    | %       | osób      | %         |
| Populacja                           | 11 305 | 100    | 5796    | 51,27   | 5509      | 48,73     |
| Wiek przedprodukcyjny (0–17 lat)    | 2030   | 17,96  | 995     | 8,8     | 1035      | 9,16      |
| Wiek produkcyjny (18–65 lat)        | 7306   | 64,63  | 3434    | 30,38   | 3872      | 34,25     |
| Wiek poprodukcyjny (powyżej 65 lat) | 1969   | 17,42  | 1367    | 12,09   | 602       | 5,33      |

Obliczony na podstawie tych danych współczynnik feminizacji wskazuje, że na 100 mężczyzn przypadają 105 kobiety.
Ludność w wieku nieprodukcyjnym na 100 osób w wieku produkcyjnym wynosi 54,7
Przyrost naturalny na 1000 mieszkańców wynosi 3,1
Saldo migracji wynosi -106

## Edukacja

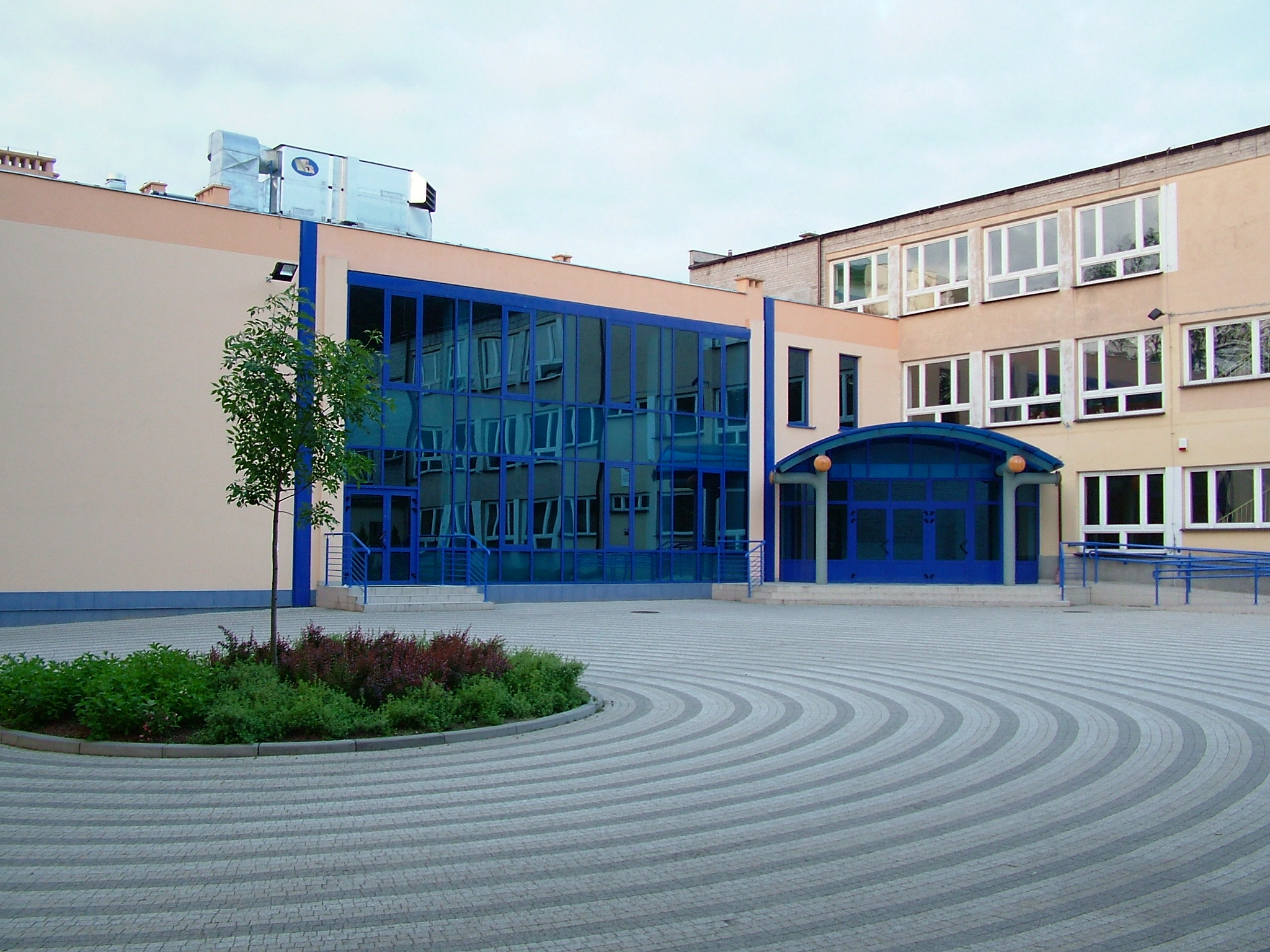
Gimnazjum

- Szkoła Podstawowa nr 1 im. Henryka Sienkiewicza
- Szkoła Podstawowa nr 2 im. Janusza Korczaka
- Liceum Ogólnokształcące im. Janka z Czarnkowa
- Zespół Szkół Ponadgimnazjalnych im. J. Nojego
- Prywatny Zespół Szkół

## Kultura

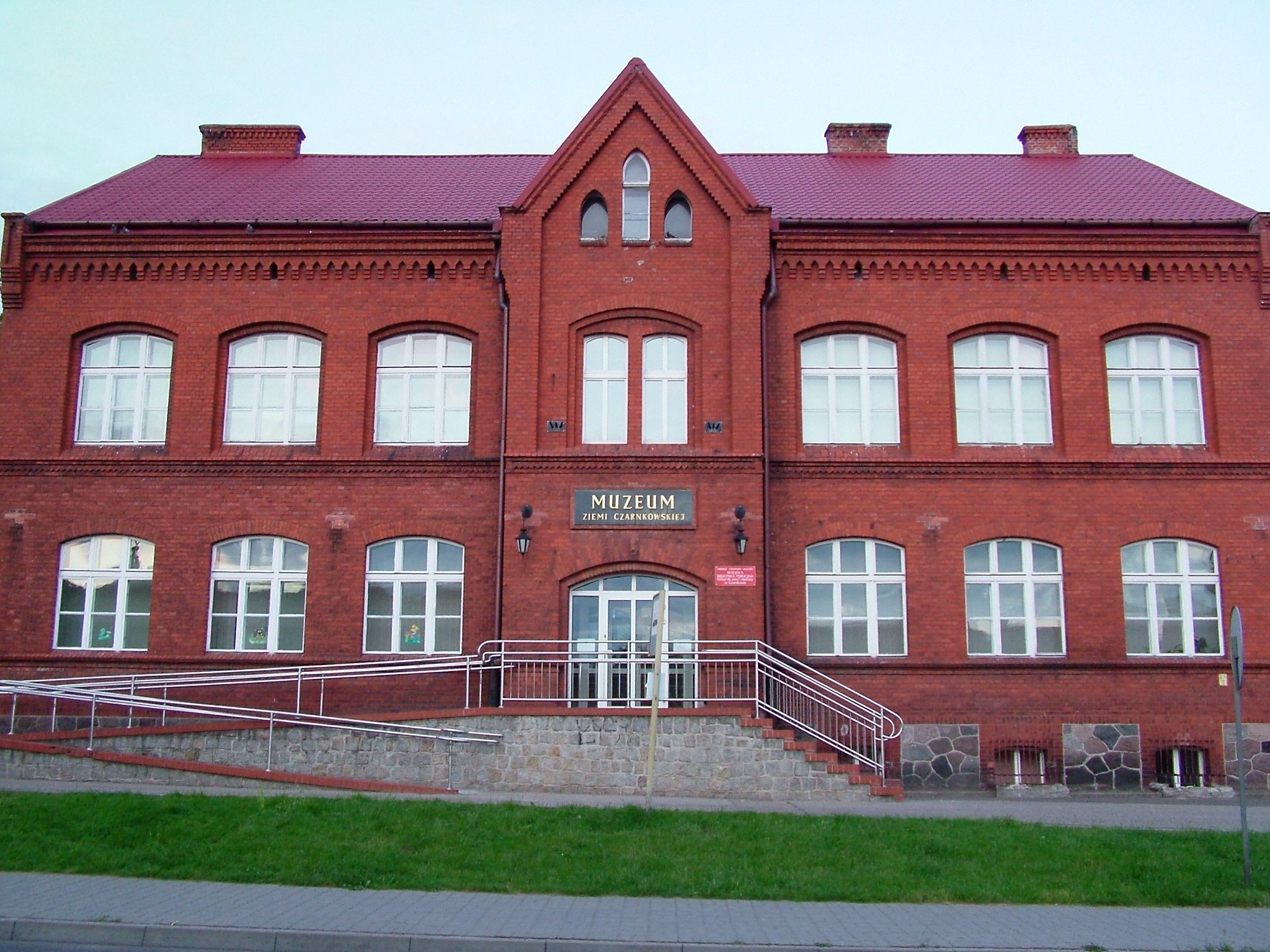
Muzeum Ziemi Czarnkowskiej

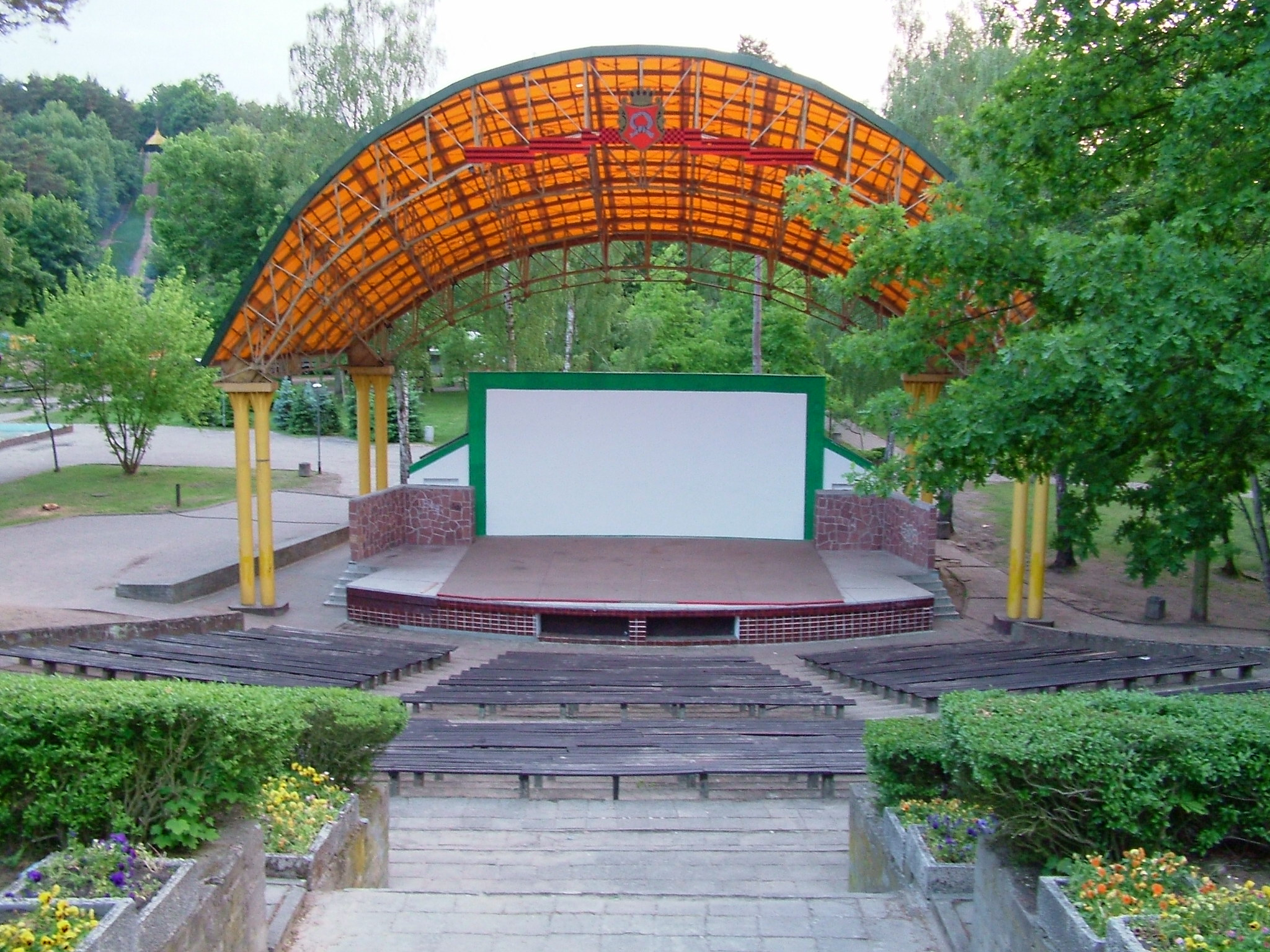
Amfiteatr w parku

Istotną placówką kulturalną w mieście jest Miejskie Centrum Kultury, które organizuje większość imprez kulturalnych. W Czarnkowie znajduje się Miejska Biblioteka Publiczna wraz ze swoją filią na jednym z osiedli. W mieście znajduje się kino Światowid przy którym działa Dyskusyjny Klub Filmowy.
Mieści się tu także Muzeum Ziemi Czarnkowskiej, które swoje zbiory gromadzi w trzech działach: archeologicznym, etnograficznym, historycznym.
Jedną z imprez cyklicznie organizowanych w mieście jest Jarmark Nałęczański. Miasto posiada amfiteatr zlokalizowany w parku.
W Czarnkowie wydawany jest tygodnik powiatowy Nadnoteckie Echa.

## Sport i rekreacja

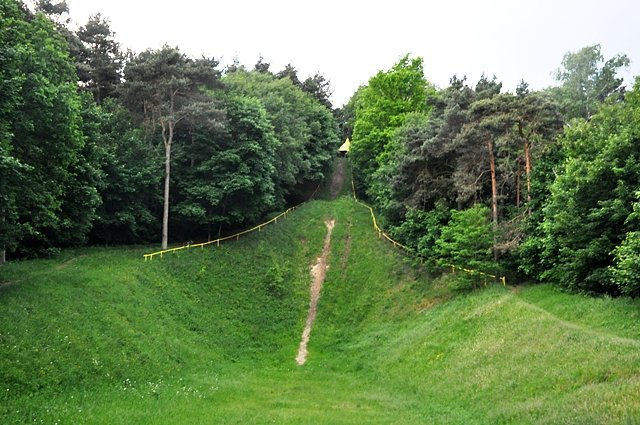
Skocznia narciarska Grzybek

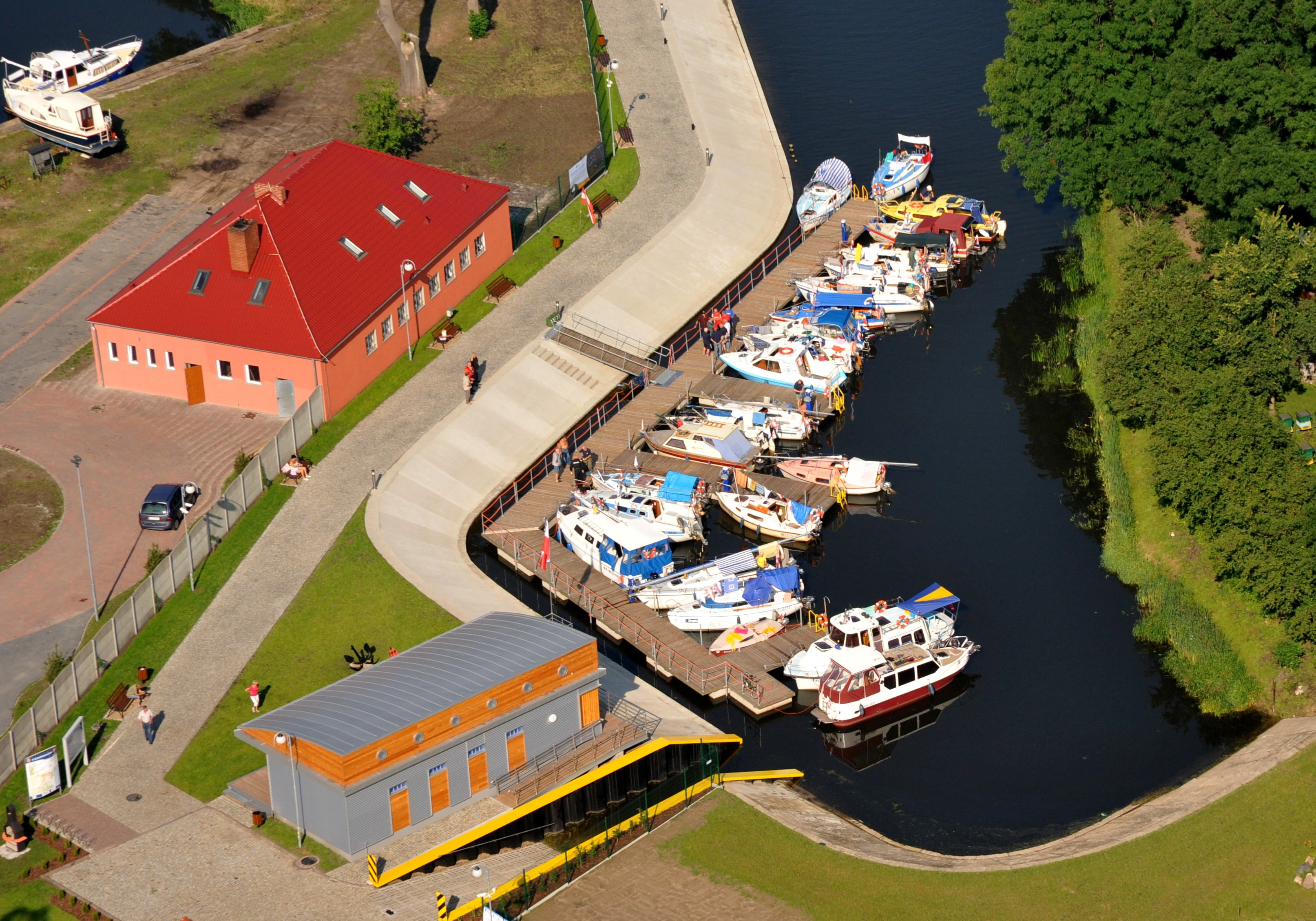
Przystań Jachtowa Marina

Miasto ma kilka obiektów sportowo-rekreacyjnych. Znajduje się tu basen odkryty o długości 50 mb z podgrzewaną wodą z 8 torami, mały stadion lekkoatletyczny z bieżnią 380 m, z bieżnią do skoku w dal oraz boiskiem piłkarskim, a także rampa wrotkarska i boiska do siatkówki plażowej i koszykówki.
Zimą funkcjonuje lodowisko i tor saneczkowy.
Miejscową drużyną piłki nożnej jest MKS Noteć Czarnków, który rozgrywa swoje mecze na stadionie o pojemności 1500 miejsc z 1000 miejscami siedzącymi. Klub powstał w 1920 roku i ma barwy zielono-białe. Największy sukces klubu to gra w III lidze w sezonie 1976/77. Aktualnie zespół gra w III lidze w grupie 2.
Ponadto od kilku lat w mieście działa męska siatkarska sekcja Noteci Czarnków, która rywalizuje na szczeblu 2 ligi.

## Administracja

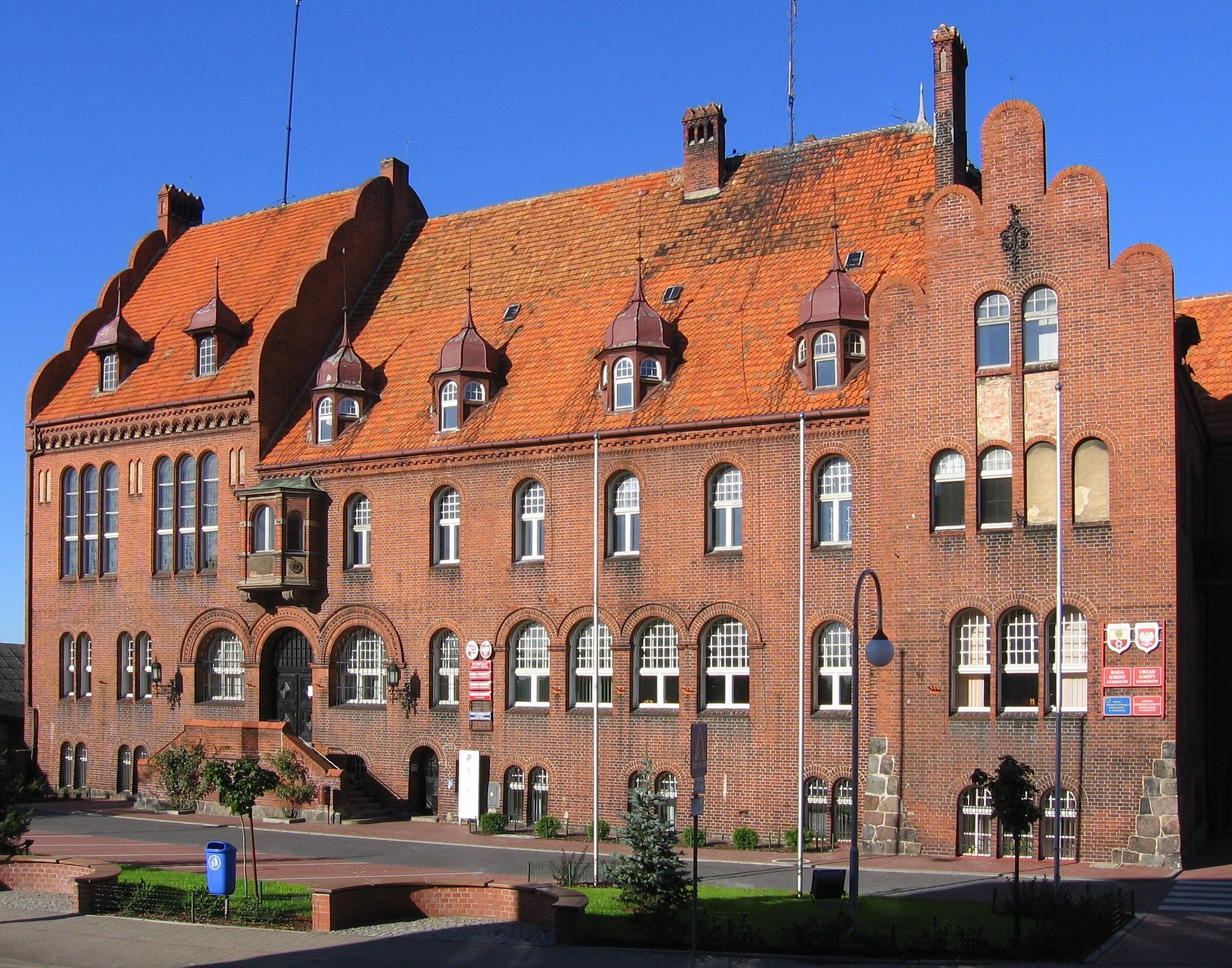
Starostwo powiatowe

Czarnków ma status gminy miejskiej. Mieszkańcy wybierają do swojej rady miasta 15 radnych. Organem wykonawczym władz jest burmistrz. Siedzibą władz miasta jest ratusz na placu Wolności.
Burmistrzowie Czarnkowa:
- Franciszek Strugała (1990–2018)
- Andrzej Tadla (2018–2024)
- Jacek Klimaszewski (od 2024)

Miasto jest siedzibą starostwa czarnkowsko-trzcianeckiego, a także wiejskiej gminy Czarnków. W mieście znajduje się urząd skarbowy oraz inspektorat ZUS.
Mieszkańcy Czarnkowa wybierają radnych do sejmiku województwa z okręgu nr 2. Parlamentarzystów wybierają z okręgów wyborczych z siedzibą komisji w Pile, a posłów do Parlamentu Europejskiego z okręgu wyborczego nr 7.

## Komunikacja miejska

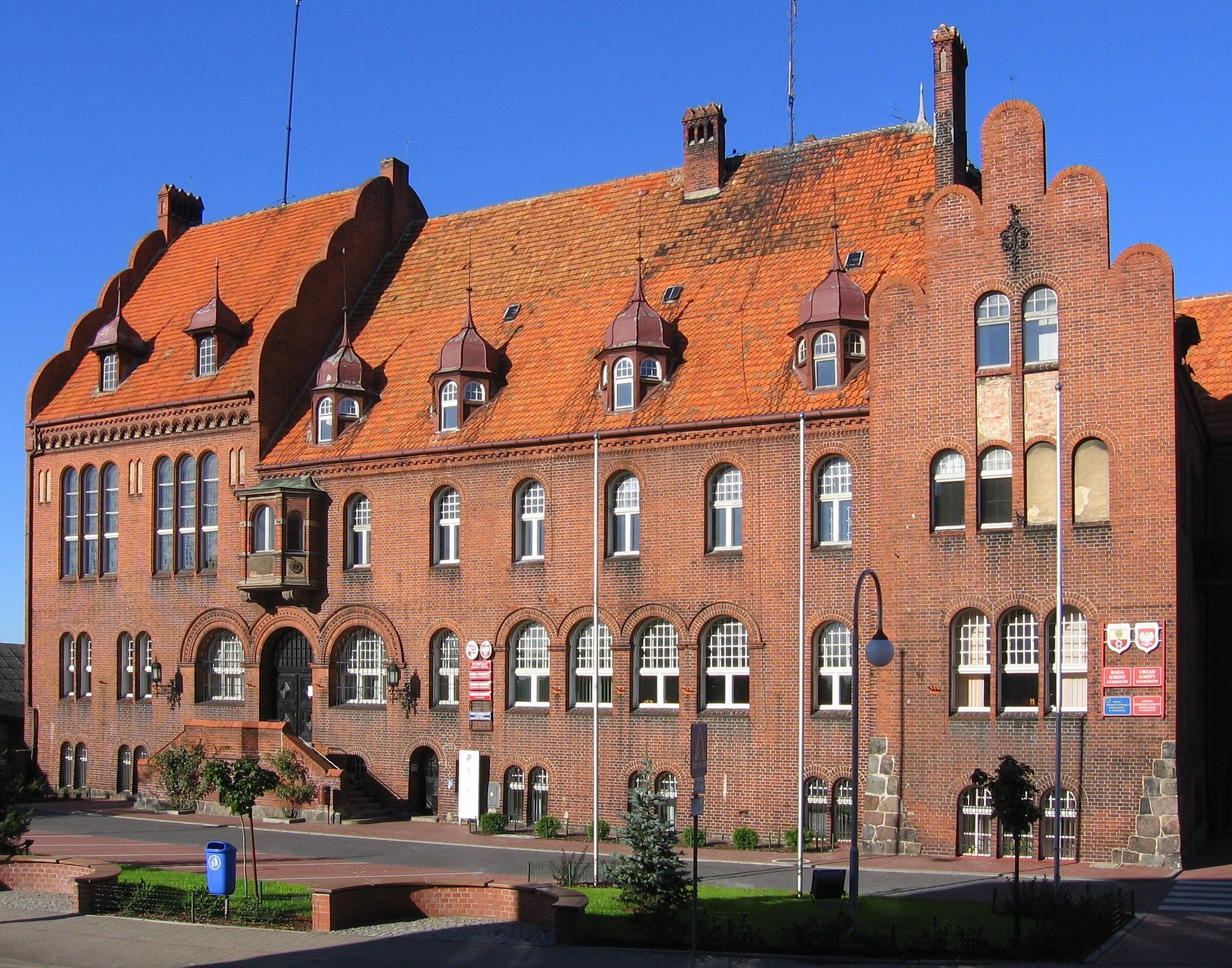
Starostwo powiatowe

W 1988 roku w mieście uruchomiono komunikację miejską. Obecnie funkcjonuje jedna linia, a autobus kursuje w dni nauki szkolnej. Obsługę połączenia zapewnia Miejski Zakład Komunalny w Czarnkowie.

## Wspólnoty religijne
Czarnków ma 2 parafie rzymskokatolickie (parafia Świętej Marii Magdaleny i parafia Jezusa Chrystusa Najwyższego Kapłana). Miasto jest też siedzibą dekanatu czarnkowskiego w archidiecezji poznańskiej.
Od 2017 roku swoją działalność prowadzi Kościół Ewangelicko-Metodystyczny w Czarnkowie przy ulicy Pocztowej 4 w budynku po Urzędzie Skarbowym, Decyzją Rady Kościoła Ewangelicko-Metodystycznego w RP z maja 2018 roku i w wyniku decyzji Wojewody Wielkopolskiego, we wrześniu 2018 roku została powołana nowa Parafia Kościoła Ewangelicko-Metodystycznego w Czarnkowie przy ulicy Pocztowej 4.
W mieście działalność prowadzi zbór Świadków Jehowy z Salą Królestwa.

## Współpraca międzynarodowa
- Coevorden, Holandia – od 1991[36]
- Gadebusch, Niemcy – od 5 lipca 2008[37]